# Patricia Routledge
Katherine Patricia Routledge DBE (Tranmere, Birkenhead; 17 de febrero de 1929) es una actriz y cantante inglesa de teatro, cine, radio y televisión, más conocida por su papel de Hyacinth Bucket en la serie de televisión británica Keeping Up Appearances que se emitió entre 1990 y 1995.
Routledge hizo su debut teatral profesional en el Liverpool Playhouse en 1952 y su debut en Broadway con How's the World Treating You en 1966. En 1968, ganó el Premio Tony a la mejor actriz principal en un musical por su papel en Darling of the Day. Otras participaciones teatrales incluyen Candide, por la que ganó el Premio Laurence Olivier 1988 a la mejor actriz en un musical.
En televisión, saltó a la fama durante la década de 1980 por representar los monólogos de Victoria Wood y Alan Bennett, por asumir el rol de Kitty en Victoria Wood As Seen On TV (1985–1986) y por sus roles en A Woman of No Importance (1982) and Talking Heads (1988) escritas por Bennett. Por esta última participación fue nominada para el Premio BAFTA a la mejor actriz de televisión. Por su papel de Hyacinth en Keeping Up Appearances recibió dos nuevas nominaciones a los British Academy Television Awards en 1992 y 1993, pero en la categoría interpretación deslumbrante en el ámbito del entretenimiento. También actuó como Hetty Wainthropp en la serie de televisión británica Hetty Wainthropp Investigates (1995–99).
Sus papeles cinematográficos incluyen To Sir, with Love con Sidney Poitier (1967) y Don't Raise the Bridge, Lower the River con Jerry Lewis (1968).

## Primeros años y educación
Routledge nació en Tranmere, Birkenhead, Cheshire en 1929; hija de Catherine Perry e Isaac Routledge, su padre era un mercero y durante la Segunda Guerra Mundial la familia vivió semanas en el sótano de la tienda de su padre.
Se educó en el Mersey Park Primary School, Birkenhead High School, actualmente convertido en un establecimiento financiado por el estado, y en la Universidad de Liverpool. En Liverpool se graduó con honores en Lengua inglesa y Literatura, aunque aún no se planteaba seguir la carrera de actriz. Sin embargo, participó en la agrupación de arte dramático de la universidad, donde trabajó estrechamente con el académico Edmund Colledge, con quien actuó y dirigió en conjunto varias de producciones de la agrupación. Fue Colledge quien la convenció de dedicarse a la actuación. Tras graduarse, ingresó al Bristol Old Vic Theatre School y debutó profesionalmente como actriz en el Liverpool Playhouse.

## Carrera

### Teatro
Routledge ha tenido una prolífica carrera en el ámbito teatral, sobre todo en el teatro musical tanto en el Reino Unido como Estados Unidos. Ha sido miembro de larga data de la Royal Shakespeare Company (RSC) y ha apareciendo en aclamadas producciones como Ricardo III en 1983, protagonizada por Anthony Sher en el papel principal. Entre sus incursiones en los teatros del West End destacan Little Mary Sunshine, Cowardy Custard, Virtue in Danger, Noises Off, The Importance of Being Earnest, and The Solid Gold Cadillac, así como también un número de obras menos exitosas. Como cantante de formación clásica, en ocasiones ha participado en la operetas, incluyendo el rol de principal en una aclamada producción de Jacques Offenbach La Grande-Duchesse de Gérolstein en el Camden Festival de 1978.
En Broadway, Routledge debutó en escandalosa comedia de Roger Milner How's the World Treating You en 1966, antes de volver en el efímero musical de 1968Darling of the Day, por el que ganó el Premio Tony a la mejor actriz principal en un musical, compartiendo el honor con Leslie Uggams de Hallelujah, Baby! Después este trabajo, tuvo papeles en varias producciones de Broadway sin mucho éxito, incluyendo un musical llamado Love Match, en la que interpretaba a la reina Victoria, el fracaso del legendario Leonard Bernstein 1600 Pennsylvania Avenue de 1976 en la que encarnaba a cada primera dama estadounidense desde Abigail Adams a Eleanor Roosevelt; y el musical de 1981 Say Hello to Harvey, basado en la obra Harvey (1944) de Mary Coyle Chase, que se canceló en Toronto antes de llegar a Nueva York.
En 1980, Routledge interpretó el papel de Ruth en la producción de Joseph Papp The Pirates of Penzance, coprotagonizada por el actor estadounidense Kevin Kline y la vocalista pop Linda Ronstadt, en el Delacorte Theatre del Central Park de la ciudad de Nueva York, como parte de la serie de eventos veraniegos Shakespeare in the Park. El show fue un éxito y se trasladó a Broadway en enero del año siguiente, con Estelle Parsons como reemplazo de Routledge. Un DVD de la producción de Central Park fue lanzado en octubre de 2002.
También actuó en Façade en el Carnegie Recital Hall de Nueva York.
Routledge ganó un Premio Laurence Olivier en 1988 por su interpretación de la Vieja Dama en el aclamado montaje londinense de la obra de Leonard Bernstein Candide y producida por el Scottish Opera. También interpretó el papel de Nettie Fowler con gran éxito en la producción londinense de 1993 ''Carousel. En un 2006, participó en la producción del Hampstead Theatre The Best of Friends donde interpretó a la dama Laurentia McLachlan. En 2008, interpretó a la reina María I de Escocia en la obra de Royce Ryton Crown Matrimonial. Su más reciente trabajo incluye la narración de The Carnival of the Animals con la Nash Ensemble en 2010 y el papel de Myra Hess en el montaje Admission: One Shilling de 2011.

### Cine y televisión
Entre las participaciones cinematográficas de Routledge se incluyen To Sir, with Love (1967), Pretty Polly (1967), 30 Is a Dangerous Age, Cynthia (1968), The Bliss of Mrs. Blossom (1968), Don't Raise the Bridge, Lower the River (1968), If It's Tuesday, This Must Be Belgium (1969) y Girl Stroke Boy (1971).
En televisión, sus primeras apariciones incluyen un papel en el episodio Seance in a Wet Rag and Bone Yard de Steptoe and Son (1974) como una vidente llamada Madame Fontana. También apareció en Coronation Street y en Doctor at Large (1971) donde interpretó  a una bruja blanca. Por otro lado, en 1971 Routledge interpretó a la señora Jennings en la miniserie de la BBC Sense and Sensibility. Sin embargo, alcanzaría el reconocimiento por parte de los televidentes al aparecer en los monólogos escritos para ella por Alan Bennett en 1978 (A Visit from Miss Protheroe) y por Victoria Wood en la década de 1980. Su primera aparición para Bennett fue en A Woman of No Importance de 1982, y luego como la pertinaz Kitty en Victoria Wood As Seen On TV den 1985; realizó también otros dos monólogos adscritos a la serie Talking Heads de Bennett en 1987 y 1998.
En 1990, Routledge fue elegida para interpretar el rol de Hyacinth Bucket en la comedia Keeping Up Appearances, donde retrata a una mujer de clase obrera con pretensiones sociales (insistiendo en que su apellido se pronuncia «bouquet») y delirios de grandeza (mencionando que algunas veces «cena con velas»).ref>O'Shea, Stephen (1 de octubre de 2013). «Gulf between dreams and reality in Doha». The Irish Times (en inglés). Consultado el 25 de marzo de 2015.</ref> Ella ha señalado que le encantó retratar a Hyacinth, aunque también ha mencionado que no podría soportar a la gente como ella en la vida real. En 1991, ganó un premio British Comedy Awards por su interpretación, y más tarde fue nominada a dos Premios BAFTA TV en 1992 y 1993; La serie terminó a petición de Routledge en 1995.
En 1995, Routledge aceptó participar en otra serie de larga duración e interpretó a Hetty Wainthropp en el drama de misterio Hetty Wainthropp Investigates, coprotagonizadas por la estrella en ascenso Dominic Monaghan como su asistente y Derek Benfield como su marido. Se emitió por primera vez en enero de 1996, y estuvo al aire hasta el otoño de 1998, con un episodio especial en 1999.
También ha interpretado varios personajes de la vida real para la televisión, entre ellos a Barbara Pym y, en un documental biográfico dramatizado de la BBC, Hildegard of Bingen en 1994.
En 2001, Routledge protagonizó Anybody's Nightmare, un drama televisivo en la que interpretaba a una profesora de piano que sirvió cuatro años de prisión por asesinar a su anciana tía, pero que fue absuelta en un nuevo juicio.

## Radio y audio libros
Routledge tiene una extensa trayectoria en radio, incluyendo varias interpretaciones de las obras de Alan Bennett y dramatizaciones para la BBC de la serie Ladies of Letters escritas por Carole Hayman, en la que ella y Prunella Scales asumen el rol de mujeres jubiladas que intercambian correspondencia humorística a lo largo de varios años. Una serie de diez capítulos de Ladies of Letters se estrenó en la BBC Radio 4 en 2009.
Antes de 1985, su trabajo en radio incluyó Vidas privadas, Present Laughter, El jardín de los cerezos, Romeo y Julieta, Las aventuras de Alicia en el país de las maravillas y The Fountain Overflows.
Por su voz distintiva, Routledge también ha grabado y lanzado una variedad de audiolibros, incluyendo las lecturas sin resumir de Cumbres Borrascosas y Alicia en el país de las maravillas y novelizaciones abreviadas de las serie Hetty Wainthropp.
En 1966, asumió el papel de Mad Margaret en Ruddigore, el papel protagonista en Iolanthe y Melissa en Princess Ida, en una serie para la radio BBC sobre los relatos de Gilbert y Sullivan. También participó en un programa sobre la ópera Vakula el herrero de Chaikovski (que narra pasajes de la historia de Nochebuena que pertenece a las Veladas en un caserío de Dikanka de Nikolai Gogol) en 1989. En 2006, apareció en un programa de la serie Stage and Screen en BBC Radio 3.

### Álbumes
En 1975, RCA lanzó un álbum en solitario Presenting Patricia Routledge Singing the Classics donde interpretó canciones de Richard Rodgers, Cole Porter y Noël Coward, entre otros. En 1996 fue lanzado en CD por Camden Records.

## Filmografía

### Cine y televisión
| Año     | Título                                           | Rol                                     | Notas                                                                                                 |  |
| ------- | ------------------------------------------------ | --------------------------------------- | --- |  |
| 1961    | Hilda Lessways                                   | Hilda Lessways                          | Serie de televisión (6 episodios)                                                                     |  |
| 1959    | ITV Play of the Week                             | Dido Morgan/Kate Barclay/Louisa Lindley | Serie de televisión (6 episodios)                                                                     |  |
| 1960    | The Terrible Choice                              |                                         | serie de televisión                                                                                   |  |
| 1961    | Coronation Street                                | Sylvia Snape                            | Serie de televisión (5 episodios)                                                                     |  |
| 1962    | Z-Cars                                           | Madge Kenton                            | Serie de televisión (1 episodio: Search)                                                              |  |
| 1964    | Victoria Regina                                  | Reina Victoria                          | Miniserie para televisión (4 episodios)                                                               |  |
| 1965    | Not So Much a Programme, More a Way of Life      | Madre irlandesa                         | Serie de televisión (2 episodios)                                                                     |  |
| 1965    | No Hiding Place                                  | Pat                                     | Serie de televisión (1 episodio: A Place in the Sun)                                                  |  |
| 1965    | Gaslight Theatre                                 | 'Our Mary'                              | Serie de televisión (1 episodio: Britons to the Rescue or, English Virtue Preserved in South America) |  |
| 1956–66 | ITV Play of the Week                             | Alice Clay/Maggie Hobson                | Serie de televisión (3 episodios)                                                                     |  |
| 1966    | Eamonn Andrews Show                              | Ella misma                              | Serie de televisión (1 episode)                                                                       |  |
| 1967    | Thirty-Minute Theatre                            | Beryl Turner                            | Serie de televisión (1 episodio: An Absolute Treasure)                                                |  |
| 1967    | Seven Deadly Sins                                | Mrs. Vealfoy                            | Serie de televisión (1 episodio: The Good & Faithful Servant)                                         |  |
| 1967    | To Sir, with Love                                | Clinty Clintridge                       | |  |
| 1967    | A Matter of Innocence                            | Miss Gudgeon                            | Originalmente titulada Pretty Polly protagonizada por Hayley Mills como Polly Barlow                  |  |
| 1967    | Androcles and the Lion                           | Megaera, esposa de Androcles            | Película para televisión                                                                              |  |
| 1967    | Don't Raise the Bridge, Lower the River          | Lucille Beatty                          | Película dirigida por Walter Shenson                                                                  |  |
| 1968    | 30 Is a Dangerous Age, Cynthia                   | Mrs. Woolley                            | Película dirigida por Joseph McGrath                                                                  |  |
| 1968    | The Bliss of Mrs. Blossom                        | Miss Reece                              | Película dirigida por Joseph McGrath                                                                  |  |
| 1968    | The Ed Sullivan Show                             | Ella misma (Audience Bow/Singer)        | Serie de televisión (2 episodios)                                                                     |  |
| 1968    | The Ed Sullivan Show                             | Performer, "Not on Your Nellie"         | Banda sonora                                                                                          |  |
| 1969    | Lock Up Your Daughters!                          | Nurse                                   | Película dirigida por Peter Coe                                                                       |  |
| 1969    | ITV Saturday Night Theatre                       | Hazel Day                               | Serie de televisión (1 episodio: Hazel and Her New Gas Cooker)                                        |  |
| 1969    | If It's Tuesday, This Must Be Belgium            | Mrs. Featherstone                       | |  |
| 1970    | Egghead's Robot                                  | Señora Janice Wentworth                 | Children's Film Foundation                                                                            |  |
| 1961–70 | Armchair Theatre                                 | Señorita Furling/nueva mamá             | Serie de televisión (2 episodios)                                                                     |  |
| 1970    | ITV Playhouse                                    | Fern/Rose                               | Serie de televisión (1 episodio: Rose and Fern)                                                       |  |
| 1971    | Girl Stroke Boy                                  | Pamela Hovendon                         | Película dirigida por Bob Kellett                                                                     |  |
| 1971    | Sense and Sensibility                            | Mrs. Jennings                           | Serie de televisión (4 episodios)                                                                     |  |
| 1971    | Doctor at Large                                  | Audrey Watt                             | Serie de televisión (1 episodio: It's All in the Mind)                                                |  |
| 1971    | Play of the Month: Tartuffe                      | Dorine                                  | Drama en vídeo                                                                                        |  |
| 1971    | Vincent Price Is in the Country                  | herself                                 | Película para televisión                                                                              |  |
| 1972    | His and Hers                                     | Myrtle Waller                           | Serie de televisión (1 episodio: Driving)                                                             |  |
| 1973    | Ooh La La!                                       | Lucienne Homenides de Histangau         | Serie de televisión (1 episodio: Caught in the Act)                                                   |  |
| 1973    | That's Life                                      | Participante en pantalla                | Programa piloto para la BBC                                                                           |  |
| 1974    | Affairs of the Heart                             | Mrs. Meldrum                            | Serie de televisión (1 episodio: Flora)                                                               |  |
| 1974    | Steptoe and Son                                  | Madame Fontana                          | Serie de televisión (1 episodio: Seance in a Wet Rag and Bone Yard)                                   |  |
| 1974    | ...And Mother Makes Five                         | Mrs. Fletcher                           | Serie de televisión (2 episodios)                                                                     |  |
| 1974    | David Copperfield                                | Mrs. Micawber                           | Miniserie para televisión (3 episodios)                                                               |  |
| 1975    | More Awkward Customers                           | Cast member                             | Video Arts training film                                                                              |  |
| 1971–75 | Play of the Month: When We Are Married           | Annie Parker                            | Videotaped drama                                                                                      |  |
| 1977    | Nicholas Nickleby                                | Madame Mantalini                        | BBC TV miniseries (5 episodios)                                                                       |  |
| 1977    | Jubilee                                          |                                         | Serie de televisión (1 episodio: Plain Jane)                                                          |  |
| 1977    | The Cost of Loving                               | Sarah Taplow                            | Serie de televisión (1 episodio: The Years Between)                                                   |  |
| 1978    | BBC2 Play of the Week                            | Miss Protheroe                          | Serie de televisión (1 episodio: A Visit from Miss Protheroe)                                         |  |
| 1978    | Doris and Doreen                                 | Doreen Bidmead                          | Película para televisión                                                                              |  |
| 1979    | Crown Court                                      | Rita Finch                              | Serie de televisión (1 episodio: Forever: Part 1)                                                     |  |
| 1980    | The Pirates of Penzance                          | Ruth                                    | Película para televisión                                                                              |  |
| 1980    | Play for Today                                   | ATS Officer                             | Serie de televisión (1 episodio: The Imitation Game)                                                  |  |
| 1980    | The Curse of King Tut's Tomb                     | 'Posh' Lady                             | Película para televisión                                                                              |  |
| 1982    | Objects of Affection                             | Peggy Schofield                         | Serie de televisión (1 episodio: A Woman of No Importance)                                            |  |
| 1983    | The Beggar's Opera                               | Mrs. Peachum                            | Película para televisión                                                                              |  |
| 1983    | Keep Off the Grass                               | Bag Lady                                | Short                                                                                                 |  |
| 1983    | The Two Ronnies                                  | Madame Multitude                        | Serie de televisión (1 episode)                                                                       |  |
| 1984    | Home Video                                       |                                         | Película para televisión                                                                              |  |
| 1985    | Marjorie and Men                                 | Marjorie Belton                         | Serie de televisión (6 episodios)                                                                     |  |
| 1985–86 | Victoria Wood: As Seen On TV                     | Kitty                                   | Serie de televisión (5 episodios)                                                                     |  |
| 1987    | When We Are Married                              | Maria Helliwell                         | Película para televisión                                                                              |  |
| 1988    | Tales of the Unexpected                          | Milly Dobson                            | Serie de televisión (1 episodio: The Verger)                                                          |  |
| 1988    | Talking Heads                                    | Miss Ruddock                            | Miniserie para televisión (1 episodio: A Lady of Letters)                                             |  |
| 1988    | Sophia and Constance                             | Mrs. Baines                             | Serie de televisión (3 episodios)                                                                     |  |
| 1989    | First and Last                                   | Ivy                                     | Película para televisión                                                                              |  |
| 1989    | Let's Face the Music                             | Participante en pantalla                | Yorkshire TV (programas sobre Noël Coward, Jerome Kern y Frederick Loewe)                             |  |
| 1990    | Missing Persons                                  | Hetty Wainthropp                        | Película para televisión                                                                              |  |
| 1990    | Alas Smith and Jones                             |                                         | Serie de televisión (1 episode)                                                                       |  |
| 1991    | Miss Pym's Day Out                               | Barbara Pym                             | serie de televisión                                                                                   |  |
| 1993    | The World of Peter Rabbit and Friends            | Prima Ribby                             | Serie de televisión (2 episodios)                                                                     |  |
| 1994    | Hildegard of Bingen                              | Hildegard von Bingen                    | Dramatización/documental para la BBC                                                                  |  |
| 1990–95 | Keeping Up Appearances                           | Hyacinth Bucket                         | Serie de televisión (44 episodios)                                                                    |  |
| 1997    | Heroes of Comedy                                 | Ella misma                              | Serie de televisión documental (1 episodio: Alastair Sim como Patricia Routledge, OBE)                |  |
| 1996–98 | Hetty Wainthropp Investigates                    | Hetty Wainthropp                        | Serie de televisión (27 episodios)                                                                    |  |
| 1998    | Talking Heads 2                                  | Miss Fozzard                            | Miniserie para televisión (1 episodio: Miss Fozzard Finds Her Feet)                                   |  |
| 1998    | Funny Women                                      | Ella misma                              | Serie de televisión documental (1 episodio: Patricia Routledge)                                       |  |
| 2001    | Anybody's Nightmare                              | Sheila Bowler                           | Película para televisión                                                                              |  |
| 2003    | In Search of the Brontës                         | Narradora                               | Película para televisión                                                                              |  |
| 2004    | The Funny Ladies of British Comedy               | Ella misma                              | Documental para televisión                                                                            |  |
| 2004    | Ronnie Barker: A BAFTA Tribute                   | Ella misma                              | Película para televisión                                                                              |  |
| 2004    | Comedy Connections                               | Ella misma                              | Serie de televisión documental (1 episodio: Keeping Up Appearances)                                   |  |
| 2005    | The Funny Blokes of British Comedy               | herself                                 | Documental para televisión                                                                            |  |
| 2006    | A Taste of My Life                               | Ella misma                              | Serie de televisión documental (1 episodio: Alan Bennett)                                             |  |
| 2008    | Keeping Up Appearances: Life Lessons from Onslow | Hyacinth Bucket                         | Vídeo                                                                                                 |  |
| 2008    | The Greatest Christmas Comedy Moments            | Ella misma                              | Documental para televisión                                                                            |  |

### Teatro
| Año          | Producción                      | Rol                                | Escenario |
| ------------ | ------------------------------- | ---------------------------------- | --- |
| 1952         | A Midsummer Night's Dream       | Hippolyta                          | Liverpool Playhouse, Liverpool                                                                                            |
| 1954         | The Duenna                      | Carlotta                           | Westminster Theatre, Londres                                                                                              |
| 1956         | The Comedy of Errors            | Adriana                            | Arts Theatre, Londres |
| 1957         | Zuleika                         | Aunt Mabel                         | Saville Theatre, Londres                                                                                                  |
| 1959         | The Love Doctor                 | Henrietta Argan                    | Piccadilly Theatre, Londres                                                                                               |
| 1960         | Follow That Girl                | Mrs. Gilchrist                     | Vaudeville Theatre, Londres                                                                                               |
| 1961         | Come As You Are                 |                                    | Guildford |
| 1961         | Out of My Mind                  |                                    | Lyric Theatre, Hammersmith                                                                                                |
| 1962         | Little Mary Sunshine            | Mary Potts ("Little Mary Sunshine) | Comedy Theatre, Londres                                                                                                   |
| 1963         | The Relapse, Virtue in Danger   | Berinthia                          | Mermaid y Strand Theatres, Londres                                                                                        |
| 1964         | Home and Beauty                 | Victoria                           | Croydon |
| 1965         | How's the World Treating You?   | Violet/Nell/Rover                  | Londres (1965) y Music Box Theatre, Broadway (1966)                                                                       |
| 1968         | Darling of the Day              | Alice Challice                     | George Abbott Theatre, ciudad de Nueva York                                                                               |
| 1968         | Love Match                      | Reina Victoria                     | Ahmanson Theatre, Los Ángeles                                                                                             |
| 1969         | The Caucasian Chalk Circle      | Suegra                             | Festival de Chichester |
| 1969         | The Country Wife                | Lady Fidget                        | Festival de Chichester |
| 1969         | The Magistrate                  | Agatha Posket                      | Festival de Chichester and Cambridge Theatre, Londres                                                                     |
| 1971         | First Impressions               | Mrs Bennet                         | Birmingham Rep |
| 1972         | Cowardy Custard                 |                                    | Mermaid Theatre, Londres                                                                                                  |
| 1973         | Dandy Dick                      | Georgina Tidman                    | Festival de Chichester y Garrick Theatre, Londres                                                                         |
| 1975         | The Cherry Orchard              | Madame Ranevsky                    | Bristol Old Vic |
| 1975         | Othello                         | Emilia                             | Festival de Chichester |
| 1975         | Made in Heaven                  | Martha Avon                        | Festival de Chichester |
| 1976         | 1600 Pennsylvania Avenue        | All of the First Ladies            | Mark Hellinger Theatre, ciudad de Nueva York                                                                              |
| 1976         | The Rivals                      | Mrs Malaprop                       | Royal Exchange Theatre, Mánchester                                                                                        |
| 1976         | Zack                            | Mrs Munnings                       | Royal Exchange Theatre |
| 1977         | On Approval                     | Maria Wislack                      | Vaudeville Theatre, Londres                                                                                               |
| 1978         | Gracious Living                 | Daisy Tuttle                       | Eisenhower Theatre, Washington D. C.                                                                                      |
| 1978         | Semmelweiss                     | Julia                              | Eisenhower Theatre, Washington D. C.                                                                                      |
| 1979         | The Schoolmistress              | Miss Dyott                         | Royal Exchange Theatre |
| 1979         | And a Nightingale Sang...       | Peggy Stott                        | Queen's Theatre, Londres                                                                                                  |
| 1980         | The Pirates of Penzance         | Ruth                               | Delacorte Theater, ciudad de Nueva York                                                                                   |
| 1981         | Say Hello to Harvey             |                                    | Toronto |
| 1982         | Noises Off                      | Dotty Otley                        | Lyric Theatre, Hammersmith y Savoy Theatre, Londres                                                                       |
| 1983         | When the Wind Blows             |                                    | Whitehall Theatre, Londres                                                                                                |
| 1984         | Ricardo III                     | Reina Margarita                    | Royal Shakespeare Company                                                                                                 |
| 1985         | When We Are Married             | Maria Heliwell                     | Whitehall Theatre, Londres                                                                                                |
| 1988         | Candide                         | Old Lady                           | Old Vic, Londres |
| 1989         | Come for the Ride               | (one-woman show)                   | Gira por el Reino Unido                                                                                                   |
| 1992         | Talking Heads                   |                                    | Comedy Theatre, Londres                                                                                                   |
| 1992         | Carousel                        | Nettie Fowler                      | National Theatre, Londres                                                                                                 |
| 1994         | Mr and Mrs Nobody               | Carrie Pooter                      | Greenwich Theatre, Londres                                                                                                |
| 1994         | The Rivals                      | Mrs Malaprop                       | Festival de Chichester and Albery Theatre                                                                                 |
| 1994         | The Schoolmistress              | Miss Dyott                         | Festival de Chichester |
| 1997         | Beatrix                         | Beatrix Potter                     | Minerva Theatre en Chichester y gira por el Reino Unido                                                                   |
| 1999 - 2001  | The Importance of Being Earnest | Lady Bracknell                     | Festival de Chichester y Haymarket Theatre de Londres (1999), gira por Australia (2000) y Savoy Theatre de Londres (2001) |
| 2002         | Wild Orchids                    | Duchess                            | Festival de Chichester |
| 2004         | The Solid Gold Cadillac         | Mrs Laura Partridge                | Garrick Theatre, Londres                                                                                                  |
| 2006         | The Best of Friends             | Dame Laurentia MacLachlan          | Hampstead Theatre y gira por el Reino Unido                                                                               |
| 2007         | Office Suite                    | Doreen/Miss Protheroe              | Minerva Theatre, Chichester y gira por el Reino Unido                                                                     |
| 2008         | Crown Matrimonial               | Reina María I de Escocia           | Gira por el Reino Unido                                                                                                   |
| 2009–present | Admission: One Shilling         | Myra Hess                          | Gira por el Reino Unido y Australia                                                                                       |
| 2014         | An Ideal Husband                | Lady Markby                        | Festival de Chichester |

## Premios y nominaciones
| Año  | Premio                  | Categoría                                                    | Trabajo                          | Resultado | refs   |
| ---- | ----------------------- | ------------------------------------------------------------ | -------------------------------- | --------- | ------ |
| 1968 | Premio Tony             | Mejor actriz principal en un musical                         | Darling of the Day               | Ganadora  | [ 1 ]  |
| 1979 | Premio Laurence Olivier | Mejor actriz de reparto                                      | And a Nightingale Sang...        | Nominada  | [ 53 ] |
| 1985 | Premio Laurence Olivier | Mejor actuación de reparto                                   | Ricardo III                      | Nominada  | [ 54 ] |
| 1988 | Premio Laurence Olivier | Mejor actriz en un musical                                   | Candide                          | Ganadora  | [ 2 ]  |
| 1989 | Premio BAFTA TV         | Mejor actriz de televisión                                   | Talking Heads: A Lady of Letters | Nominada  | [ 3 ]  |
| 1992 | Premio BAFTA TV         | Interpretación deslumbrante en el ámbito del entretenimiento | Keeping Up Appearances           | Nominada  | [ 4 ]  |
| 1992 | Premio Laurence Olivier | Mejor actriz de teatro                                       | Talking Heads                    | Nominada  | [ 55 ] |
| 1993 | Premio BAFTA TV         | Interpretación deslumbrante en el ámbito del entretenimiento | Keeping up Appearances           | Nominada  | [ 5 ]  |